# Quindío (departement)
Quindío is een departement in het westen van Colombia. De hoofdstad van het departement is de stad Armenia. Er wonen 534.552 mensen (2005) in het departement, dat met 1845 km² het op een na kleinste departement van het land is.
De verbouw van koffie is belangrijk voor de economie van Quindío. Daarnaast speelt toerisme een grote rol: het is het op één (Bolívar) na populairste departement bij toeristen.

## Gemeenten
Het departement is ingedeeld in twaalf gemeenten:
| Gemeente   | Inwoners |
| ---------- | -------- |
| Armenia    | 324.588  |
| Buenavista | 2.954    |
| Calarcá    | 71.605   |
| Circasia   | 26.705   |
| Córdoba    | 5.238    |
| Filandia   | 12.510   |
| Génova     | 9.293    |
| La Tebaida | 32.748   |
| Montenegro | 38.714   |
| Pijao      | 6.421    |
| Quimbaya   | 32.928   |
| Salento    | 7.001    |

| Detailkaart | Detailkaart |
| ----------- | ----------- |
|             |             |
| Gemeenten   | Regio's     |